# Bagua Grande
Bagua Grande (fundada com Santiago de Bagua el 1541) és una ciutat al nord-est del Perú, capital de la província d'Utcubamba al departament d'Amazones. És a 5º45'S i 78º26'O, a la vora del riu Utcubamba a uns 450 msnm. Gaudeix d'un clima tropical amb les màximes precipitacions al mes d'abril.
Bagua Grande és la ciutat més poblada del departament amb una població estimada de 42.396 hab. per al 2015.